# Wolani (langue)
Pour l’article homonyme, voir Wolani.
Le wolani est une langue papoue parlée en Indonésie dans les hautes-terres de Papouasie par le peuple wolani.

## Classification
Le wolani fait partie des langues Wissel Lakes, une des familles de langues de l'ensemble trans-nouvelle-guinée.

## Sources
- (en) Harald Hammarström, Robert Forkel, Martin Haspelmath, Sebastian Bank, Glottolog, Wolani.